# Діонісій (митрополит Київський)
Святи́тель Діоні́сій I (1300? — 15 жовтня 1385) — архієпископ Суздальський, Митрополит Київський і всієї Русі.

## Біографія

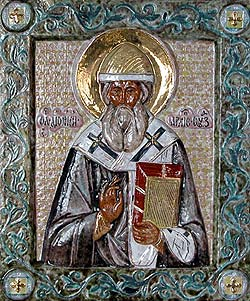
Святитель Діонісій

### Початок служіння
Діонісій народився близько 1300 року на Київщині. Пострижений у чернецтво й висвячений у сан ієромонаха в Києво-Печерському монастирі. Потім вийшов із монастиря й оселився у викопаній ним самим печері на березі Волги, неподалік від Нижнього Новгорода. Навколо святого подвижника поступово збиралася братія, і він близько 1335 року заснував монастир на честь Вознесіння Господнього, в якому став спочатку ігуменом, а згодом архімандритом. Ця обитель стала «училищем християнської віри й благочестя», в ній налічувалося до 900 ченців.
Знанням правил віри й суворим подвижницьким життям отець Діонісій здобув загальну пошану. 1352 року отець Діонісій послав дванадцять чоловіків зі своєї братії для духовної освіти народу й заснування нових обителей.
Обитель Діонісія благотворно впливала на жителів Нижнього Новгорода. 1371 року архімандрит Діонісій постриг у чернецтво сорокалітню вдову князя Андрія Костянтиновича, за прикладом якої згодом багато людей також прийняли чернецтво.

### Єпископ Суздальський і Нижньогородський
1374 року Діонісій за доброчесне життя й освіченість був хіротонізований у єпископа Суздальського й Нижньогородського святителем Олексієм, митрополитом Московським.
Роки святительського служіння владики Діонісія збіглися зі знаменним часом — Русь піднімалася, щоб скинути татарське ярмо. 31 березня 1375 року полонений жителями Нижнього Новгорода татарський воєначальник вистрілив із лука у преосвященного Діонісія. Але Господь зберігав Свого обранця — стріла зачепила лише єпископську мантію. 1377 року з благословення, а можливо й за редакцією преосвященного Діонісія, чернець Лаврентій уклав знаменитий Лаврентіївський літопис, що тривалий час надихав Русь на визвольну боротьбу.

### Протистояння з Михаїлом (Митяєм)
Після смерті святителя Олексія (Бяконта) преподобний Сергій Радонезький пропонував великому князеві Дмитру Донському обрати на митрополичу кафедру єпископа Діонісія. Але великий князь побажав поставити митрополитом свого духівника архімандрита Новоспаського монастиря Михаїла (Митяя). Святитель Діонісій виступив проти наміру великого князя, вказавши йому на те, що ставлення першосвятителя без згоди Вселенського патріарха буде незаконним. Архімандрит Михаїл (Митяй) був змушений їхати до Константинополя. Він був дуже розлючений і погрожував, що після повернення не залишить Діонісія навіть священиком. Але дорогою в Константинополь архімандрит Митяй помер.
1379 року святитель Діонісій виїхав у Константинополь із протестом проти наміру обрати Митяя та у справі єретиків. У Константинополі святитель Діонісій пробув більше року. Святитель вразив греків своєю сильною духовністю та глибоким знанням Святого Письма. З Константинополя святитель Діонісій надіслав для соборів Суздаля й Нижнього Новгорода два списки з ікони Богоматері — Одигітрії, частки Древа Животворящого Хреста та пристроїв, якими катували Спасителя.

### Архієпископ Суздальський і Нижньогородський
Константинопольський патріарх високо оцінив достоїнства святителя Діонісія, і 1382 року звів його в сан архієпископа. Після смерті архімандрита Митяя святитель Діонісій, користуючись прихильністю патріарха, міг би випросити собі сан митрополита, але він не шукав земної слави.
Повернувшись на Русь, святитель їздив у Псков і Новгород для боротьби з єрессю стригольників. Удруге він відвідав Константинополь 1383 року для обговорення з патріархом питання про управління Руською митрополією. Переконавшись у достоїнствах святителя Діонісія, великий князь побажав бачити його на митрополичій кафедрі.

### Митрополит Київський і всієї Русі
1384 року патріарх Ніл поставив святителя Діонісія «митрополитом на Русь». Але після повернення до Києва святитель був схоплений за наказом київського князя Володимира Ольгердовича, який оголосив, що оскільки московський князь вигнав митрополита Кипріана, то й князь Київський може затримати преосвященного Діонісія.
Святитель Діонісій помер в ув'язненні 15 жовтня 1385 року. Поховано його в «київській печері великого Антонія».
26 червня пам'ять святителя святкується у день преподобного Давида Солунського, ім'я якого високопреосвященніший Діонісій носив у миру. У Синодику 1552 року Нижньогородського печерського монастиря святитель Діонісій названий «преподобним чудотворцем».